# 샌디에이고 파드리스 (퍼시픽 코스트 리그)
샌디에이고 파드리스(San Diego Padres)는 미국 캘리포니아주 샌디에고를 연고지로 했던 마이너 리그 베이스볼 팀으로, 1936년부터 1968년까지 퍼시픽 코스트 리그(PCL)에 속해 있었다.

## 역대 주요 선수
- 테드 윌리엄스, 외야수
- 보비 도어, 2루수
- 미니 미노소, 외야수
- 조 홀렌, 투수
- 리 메이, 1루수, 외야수